# Cerro Pelado (Costa Rica)
 Cerro Pelado es un volcán extinto ubicado a 12 kilómetros al sureste de la ciudad de Cañas en la Provincia de Guanacaste, Costa Rica.

## Aspectos físicos
Es un volcán fuertemente erosionado, con fuentes pendientes, en donde se deja entrever el esqueleto del volcán a modo de un cuello volcánico. Hay rocas volcánicas fuertemente alteradas hidrotermalmente (silicificación). En los alrededores abundan las brechas y coladas de lava.

## Actividad volcánica
Algunas fuentes termales y minerales cerca de su base, relacionadas con las fallas y el gradiente geotérmico regional.

## Actividad social y económica
La colina está ubicada en un área privada formada por ocho propiedades y alrededor de 200 hectáreas, el turismo en el área tuvo un auge a partir del año 2007 en adelante, ya que se construyeron senderos hacia la cima de la colina y algunas instalaciones rudimentarias para visitantes.